# Klapa Nostalgija
Nostalgija je klapa iz Zagreba.

## Povijest klape
Osnivač: Dinko Fio (ujedno i dugogodišnji voditelj i mentor)
Osnovana: 1983.
Trenutačna postava (srpanj 2007.):
- Ante Krolo (prvi tenor)
- Martin Veža (drugi tenor)
- Ivan Čikeš (drugi tenor)
- Dragan Gobović (bariton)
- Josip Vatavuk (bariton)
- Ivica Panjkota (bariton)
- Marko Rogošić (bas)
- Damir Rončević (bas)
- Ive Raič (bas)

Klapa djeluje već 25 godina.

## Uspjesi i glazbena priznanja
- Festival dalmatinskih klapa Omiš
- Dubrovačke ljetne igre
- Hvarsko ljeto
- Riječko kulturno ljeto
- Lubeničke večeri
- festivali vokalnih skupina Mediterana

## Vanjske poveznice
- Discogs